# Deviza
A deviza pénzhelyettesítő eszköz, valamely külföldi ország pénzére szóló, külföldön fizetendő követelés – illetve külföldi pénznemben jelentkező tartozás –, melynek megjelenési formája lehet: 
- csekk
- váltó
- hitellevél
- folyószámla-követelés

A nemzetközi fizetési forgalmat valuta és deviza segítségével bonyolítják le.A külkereskedelmi tevékenység végzése során a vállalkozás külföldi fizetési, elszámolási eszközökkel - valutákkal és devizákkal kerül kapcsolatba. A valuta egy ország törvényes fizetési eszköze egy másik ország fizetési forgalmában. A deviza külföldi fizetőeszközre szóló követelés. Megjelenési formáját tekintve leggyakrabban számlakövetelés, de igen gyakori a csekk, illetve váltó formájában megjelenő követelés vagy fizetési ígéret. A külkereskedelem szabályozásának egyik eszköze a devizaszabályozás. Magyarországon 1996. január 1-jén lépett hatályba a Devizatörvény, amely a devizagazdálkodás általános szabályait, illetve annak végrehajtásáról szóló kormányrendelet tartalmazza. Ezen új szabályozás széles körben lehetővé teszi a forint szabad átváltását konvertibilis valutára, illetve devizára, valamint a konvertibilis valuták, devizák forintra váltását. Ezzel a szabályozással megszűnt az úgynevezett kötött devizagazdálkodás. A külföldivel kötött szerződésben a fizetés eszközében, idejében és módjában a külkereskedő szabadon állapodhat meg. A törvény értelmében a devizahatósági jogkört Magyarországon a Magyar Nemzeti Bank gyakorolja. Elnöke a pénzügyminiszterrel együtt alakítja a devizapolitika céljait és azok megvalósítását szolgáló eszközrendszert, devizahatósági

## Deviza és valuta
A két fogalom nem azonos.
A valuta valamely ország (országcsoport) törvényes fizetési eszköze egy más ország fizetési forgalmában, annak fizikai megjelenési formájában. 
- tehát például Magyarországon valuta egy USA-dollár bankjegy, vagy az euró magyarországi bevezetéséig az eurós papírpénz, maga a kézzel fogható bankjegy vagy az érme.

A magyar forint bankjegyei és érméi nem Magyarországon számítanak valutának, hanem más országokban.
A deviza ezzel szemben valamilyen valutára szóló követelést testesít meg, ez egy nemzetközi elszámolásra szolgáló fizetőeszköz,  
- így például deviza Magyarországon a dollárra szóló banki betét, folyószámla, utazási csekk, utalvány, átutalás, hitellevél és a dollárra szóló  értékpapírok.[1]

A deviza és a valuta árfolyamai is különbözőek. Tipikusan a valuták vételi és eladási árfolyamai között nagyobb a rés, mint a devizák esetében. Ezt a készpénzkezelés extraköltségei magyarázzák.  Egy adott napon például így alakulhatnak a deviza- és a valutaárfolyamok: